# 臺美竹盾介殼蟲
臺美竹盾介殼蟲（学名：Formosaspis formosana）为盾介殼蟲科美竹盾介殼蟲屬下的一个种。它主要分佈於台灣以及香港。成年的臺美竹盾介殼蟲雌性呈长方形，两端為圆形，其胸部位置最宽。